# Malý Bobeš (film)
Malý Bobeš je české filmové drama režiséra Jana Valáška z roku 1961.

## Tvůrci
- Námět: Josef Věromír Pleva (román Malý Bobeš)
- Scénář: Otakar Kirchner, František Tenčík
- Střih: Diana Heringová, Jaromír Janáček
- Kamera: Ivan Frič
- Režie: Jan Valášek
- Asistent režie: Zdeňka Pešulová, Ondrej Očenáš
- Pomocná režie: Hynek Bočan
- Dramaturgie: František Pavlíček
- Fotograf: Ivan Frič
- Zvuk: Roman Hloch, Bohumír Brunclík